# トッレ・サンタ・スザンナ
トッレ・サンタ・スザンナ（イタリア語: Torre Santa Susanna）は、イタリア共和国プッリャ州ブリンディジ県にある、人口約10,000人の基礎自治体（コムーネ）。

## 地理

### 位置・広がり

#### 隣接コムーネ
隣接するコムーネは以下の通り。
- エルキエ
- メザーニェ
- オーリア
- サン・パンクラーツィオ・サレンティーノ